# Loãng xương
Loãng xương (tiếng Anh: osteoporosis, xuất phát từ tiếng Hy Lạp: οστούν/ostoun nghĩa là "xương" và πόρος/poros nghĩa là "lỗ hổng") là hiện tượng tăng phần xốp của xương do giảm số lượng tổ chức xương, giảm trọng lượng của một đơn vị thể tích, là hậu quả của việc  suy giảm các khung protein và lượng calci gắn với các khung này.
Theo Tổ chức Y tế thế giới (WHO), chẩn đoán loãng xương khi mật độ xương theo chỉ số T-score được đo bằng phương pháp DEXA ≤ 2,5.

## Nguyên nhân
Loãng xương là hậu quả của sự phá vỡ cân bằng bình thường của 2 quá trình tạo xương và hủy xương, quá trình tạo xương suy giảm trong khi quá trình hủy xương bình thường. Nguyên nhân của hiện tượng này có thể do:
- Vấn đề tuổi tác: người già ít hoạt động ngoài trời, thiếu ánh nắng, thiếu vitamin D; chức năng dạ dày, đường ruột, gan, thận và tạo xương suy yếu; xương bị thoái hóa.
- Hormon sinh dục nữ giảm: phụ nữ sau khi mãn kinh thì hormon sinh dục nữ giảm làm tăng nhanh tốc độ quá trình chuyển calci từ xương vào máu.
- Hormon cận giáp: do calci trong thức ăn không đủ để duy trì nồng độ calci cần thiết trong máu, khi đó hormon cận giáp tiết ra để điều calci trong xương chuyển ra bổ sung cho máu nhằm duy trì sự ổn định nồng độ calci trong máu. Tình trạng này kéo dài làm cho kết cấu xương bị thưa loãng.
- Dinh dưỡng thiếu: calci, phospho, magne, albumin dạng keo, amino acid, và các nguyên tố vi lượng thiếu cũng góp phần gây loãng xương.
- Suy giảm miễn dịch: cũng góp phần gây chứng loãng xương.

## Phân loại loãng xương

### Loãng xương nguyên phát
Là tình trạng thiểu sản xương bệnh lý, do sự lão hóa của các tạo cốt bào. Loãng xương nguyên phát được chia thành 2 thể:
- Loãng xương typ I: loãng xương ở tuổi mạn kinh.
- Loãng xương typ II: là loãng xương tuổi già gặp ở cả nam và nữ.

### Loãng xương thứ phát
Xuất hiện ở mọi lứa tuổi do các nguyên nhân khác nhau:
- Bất động quá lâu.
- Do bệnh nội tiết: cường vỏ thượng thận, suy tuyến sinh dục, cường giáp trạng, to viễn cực.
- Do bệnh thận: thải nhiều calci, chạy thận nhân tạo, thiếu chất 1 hydroxylase trong sơ đồ chuyển hóa vitamin D.
- Do bệnh mô liên kết: hội chứng Ehlers-Danlos, hội chứng Marfan.
- Do thuốc: lạm dụng corticoid, heparin...

## Triệu chứng

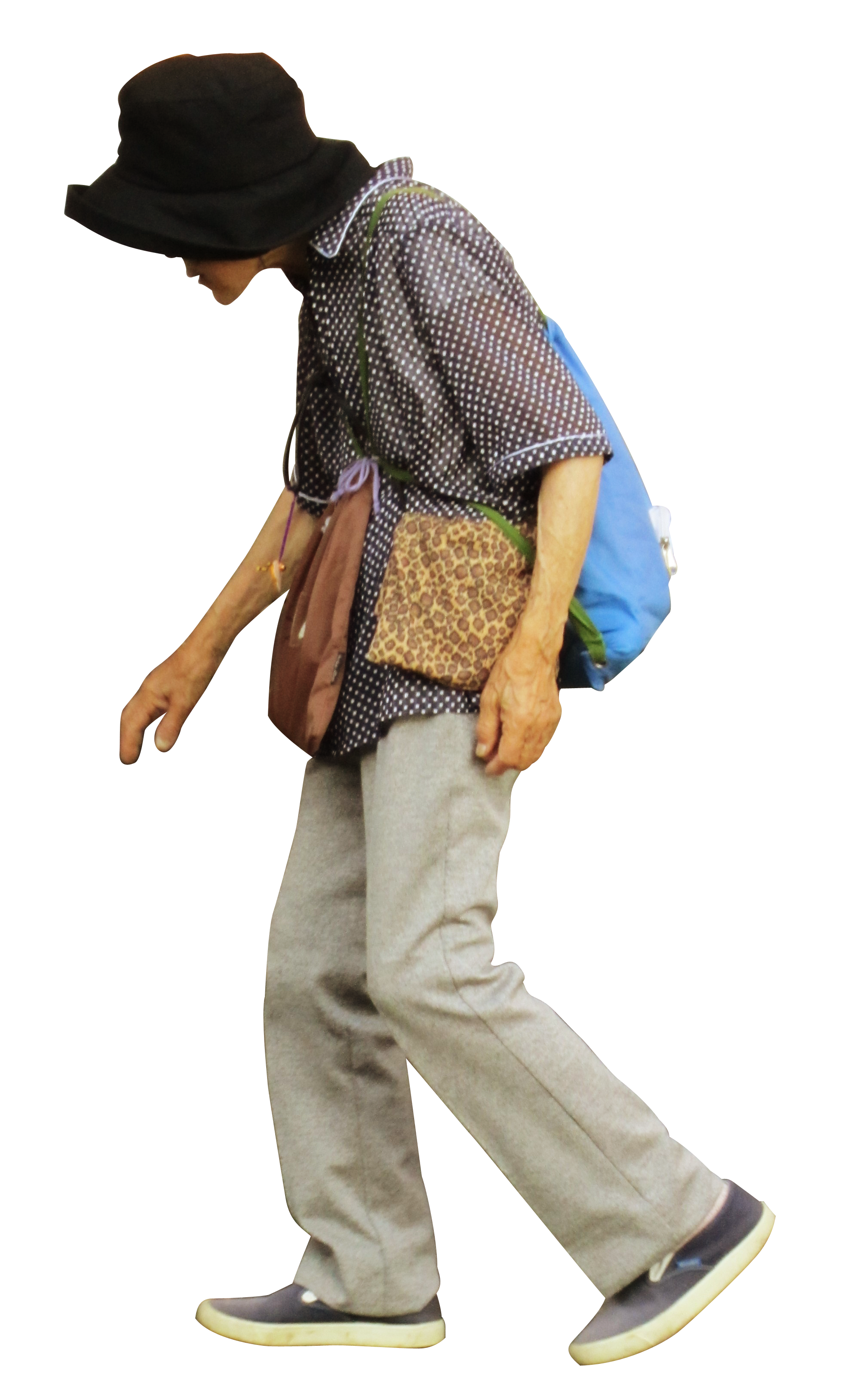
Hình ảnh gù lưng điển hình ở một phụ nữ loãng xương

### Lâm sàng
Những biểu hiện lâm sàng chỉ xuất hiện khi trọng lượng xương giảm trên 30%. Sự xuất hiện từ từ tự nhiên hoặc sau một chấn thương, đôi khi tình cờ chụp X quang mà thấy.
- Đau và hạn chế vận động cột sống, cánh chậu, bả vai.
- Tái phát từng đợt, thường sau khi vận động nhiều, chấn thương nhẹ, thay đổi thời tiết.
- Cột sống giảm dần chiều cao, biến dạng đường cong sinh lý dẫn đến gù vùng lưng hay thắt lưng, chiều cao cơ thể giảm đi rõ rệt so với khi còn trẻ tuổi. Xương dễ gãy, đôi khi chỉ một chấn thương nhẹ cũng làm gãy cổ xương đùi, gãy đầu dưới xương quay, gãy lún đốt sống.

### Cận lâm sàng

#### X quang
Xương giảm tỷ trọng tăng sáng hơn bình thường; hình ảnh lún đốt sống.

#### Chỉ số T-score
Khi chỉ số T-score theo phương pháp DEXA ≤ -2,5

## Điều trị và dự phòng

### Nguyên tắc điều trị
- Thuốc giảm đau
- Calci đường uống
- Vitamin
- Nội tiết tố sinh dục
- Thuốc tăng khối lượng xương: Thyrocalcitonin, Biphosphonate
- Chế độ ăn đảm giàu calci, chế độ vận động hợp lý, hạn chế chất kích thích (rượu bia, thuốc lá...).
- Vật lý trị liệu để giảm đau, đặc biệt dùng hồng ngoại và tử ngoại để tăng cường hấp thu vitamin D, từ trường để chống loãng xương.

### Dự phòng
- Tăng cường vận động phù hợp với khả năng.
- Uống calci (0,5-1,5g/ngày) và vitamin D kéo dài.
- Dùng nội tiết tố kéo dài sau tuổi mạn kinh

## Liên két ngoài
- Dự phòng loãng xương là nguyên tắc vàng trong điều trị loãng xương